# Virginals

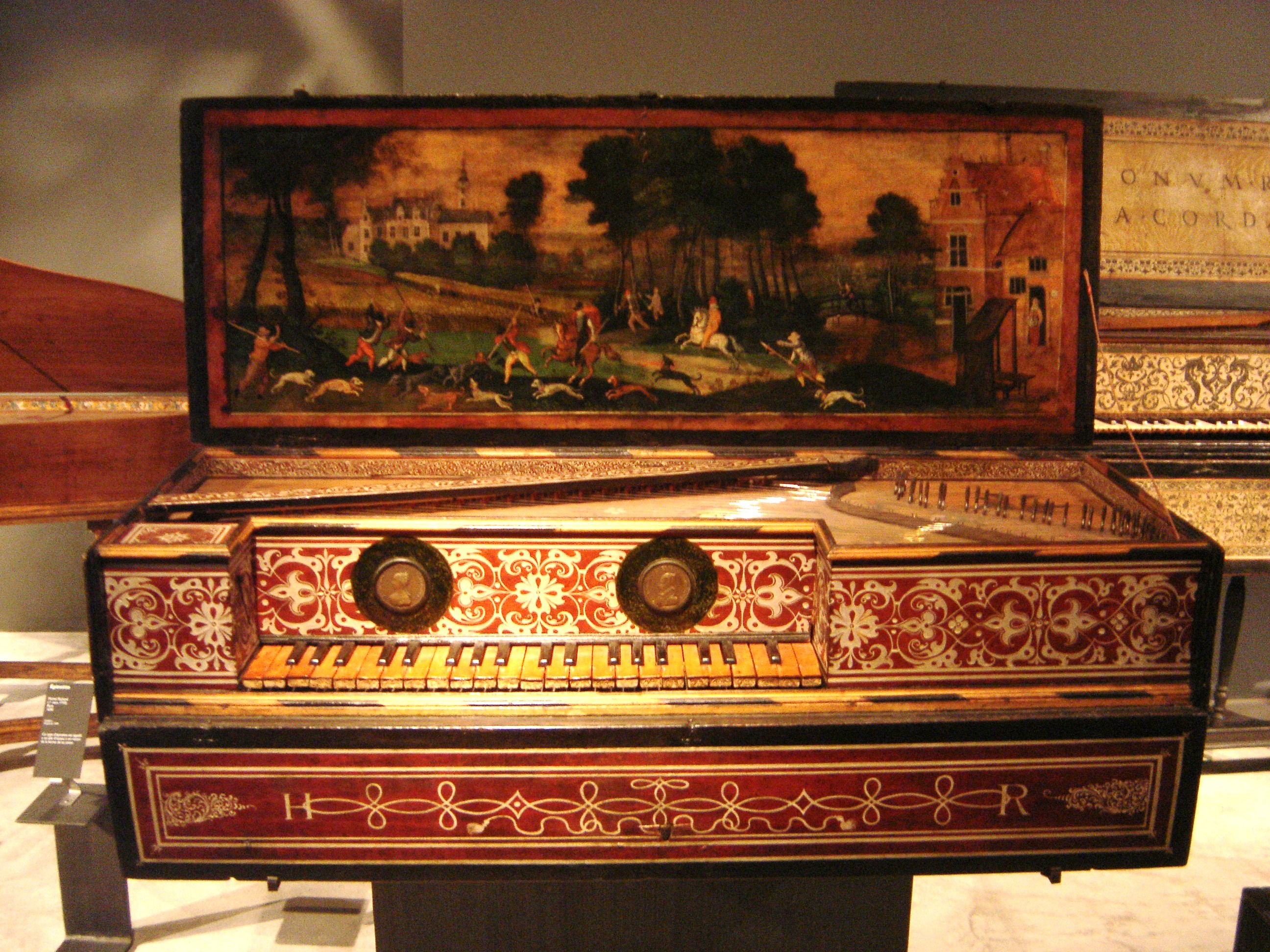
Đàn virginal của Ruckers, 1583, Bảo tàng âm nhạc Paris

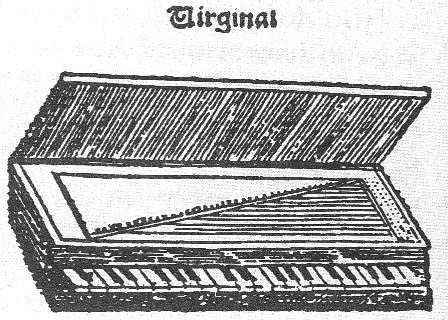
Đàn virginal- tranh khắc gỗ, khoảng năm 1515.

Virginals hoặc virginal là một nhạc cụ bộ dây cổ thuộc họ harpsichord. Nhạc cụ này rất phổ biến ở châu Âu trong cuối giai đoạn Phục Hưng và đầu giai đoạn baroque.

## Mô tả
Đàn virginal là một phiên bản hình chữ nhật đơn giản và nhỏ hơn của đàn harpsichord, mỗi phím đàn chỉ tương ứng với một dây chạy song song với bàn phím trên chiều dài của hộp đàn. Hầu hết các đàn virginal không có chân, khi chơi đàn sẽ đặt trực tiếp lên bàn. Những phiên bản sau này của đàn thì có thêm chân đứng.

## Cơ chế
Cơ chế của đàn virginals giống hệt cơ chế của đàn harpsichord, theo nghĩa là dùng búa treo trên một miếng gỗ gõ vào dây đàn tương ứng. Tuy vậy, hộp đàn của virginals là hình chữ nhật và tính đơn âm của dây đàn - một dây cho một nốt. Khi đánh đàn, dây đàn được búa gõ vào ở vị trí giữa thay vì một đầu như với harpsichord, tạo ra một âm thanh dày hơn, giống tiếng sáo.

## Phân loại

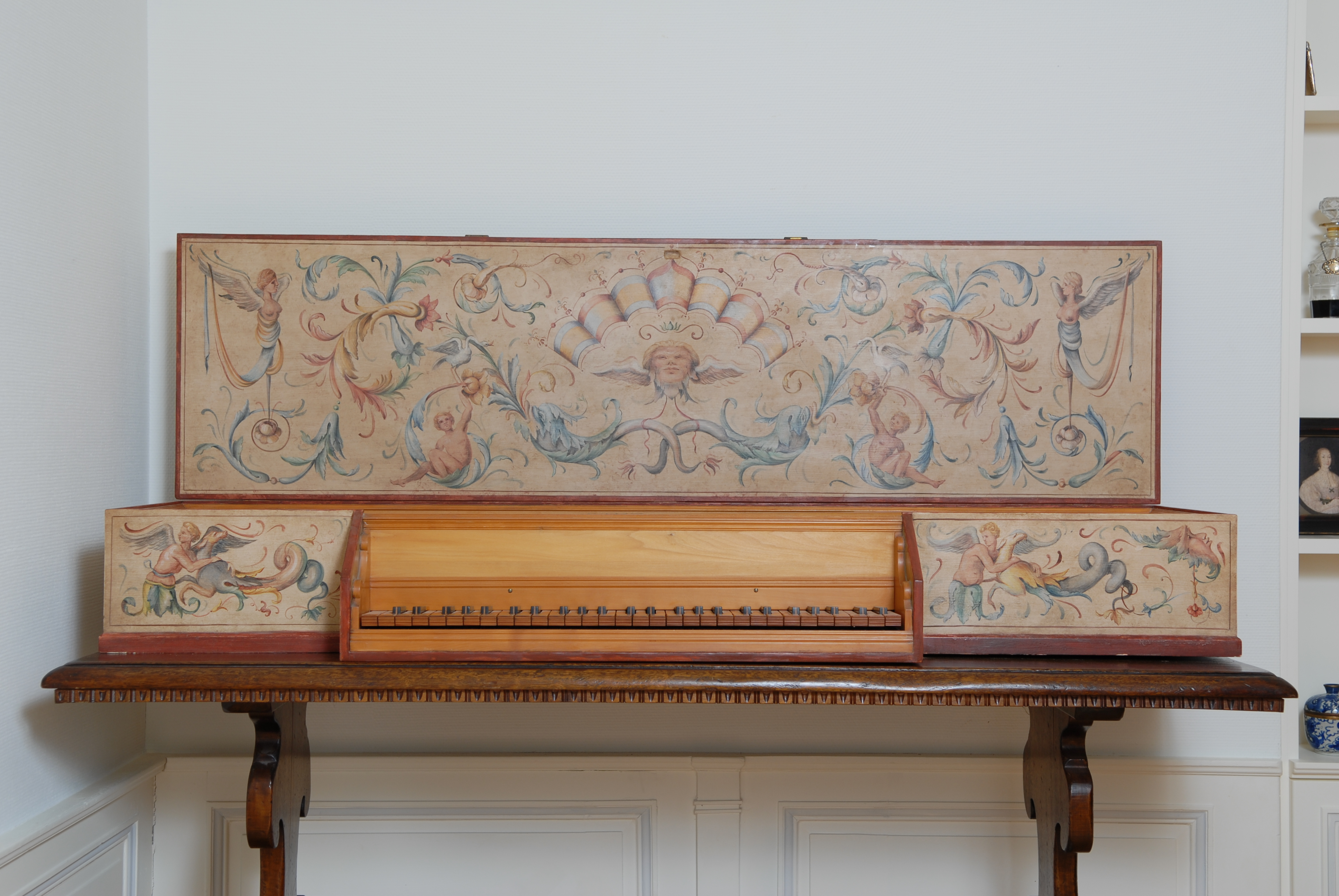
Một cây đàn spinetta ở Ý - đàn virginals do Alessandro Bertolotti sản xuất, khoảng năm 1586, kèm với một hộp đàn giả bao ngoài. Chú ý bàn phím của đàn này nhô ra ngoài, không như bàn phím thụt vào trong của đàn Flemish.